# طاق سپتیمیوس سوروس
طاق سپتیمیوس سوروس (به ایتالیایی: Arco di Settimio Severo) یک طاق نصرت در شمال غرب فروم رم در شهر رم است. این طاق از مرمر سفید ساخته شده و امپراتور رم باستان، سپتیمیوس سوروس پس از پیروزی‌هایش بر امپراتوری اشکانی آن را در ۲۰۳ میلادی بنا کرد.

## تاریخچه
سپتیمیوس سوروس این طاق را به افتخار پیروزی‌های خودش و ۲ پسرش، کاراکلا و گتا، در نبرد با شاهنشاهی اشکانی در ۱۹۴/۱۹۵ میلادی و ۱۹۷–۱۹۸ میلادی بنا کرد.
در زمان کامل شدن این طاق سپتیمیوس به همراه پسرش کاراکالا به طور مشترک حکمرانی می‌کردند. همچنین گتا فروزند کوچک سپتیمیوس قرار بود بعد از مرگ سپتیمیوس به همراه کاراکالا به طور مشترک به حکمرانی بر امپراتوری رم بپردازند اما بین این ۲ برادر اختلاف افتاد و در نهایت گتا در دسامبر ۲۱۱ کشته شد. 
بعد از مرگ کتا نام و لقب‌های وی از رو متون حک شده بر روی بدنه طاق تراشیده شدند و به جای آن نام‌ها و لقب‌های بیشتری برای سپتیمیوس و کاراکالا ثبت شد. 
این طاق در نزدیکی تپه کاپیتول قرار گرفته و به دلیل آنکه بخشی از آن متعلق به یک کلیسا بود و بخش دیگر آن در درون یک دیوار محافظ قرار گرفته بود به نسبت سایر طاق‌های نصرت آن زمان بهتر باقی مانده و جزئیات بیشتری را حفظ کرده است. 